# Hector Rail
Hector Rail — шведська незалежна залізнична транспортна компанія.
Працює на європейському ринку залізничних перевезень і має власний рухомий склад, у тому числі парк зі 100 локомотивів. 
Компанія надає як локомотиви, так і машиністів клієнтам вантажних перевезень, які потребують перевезення цілих потягів між двома пунктами за регулярним розкладом.
Hector Rail випустила свій перший поїзд 12 грудня 2004 року, незабаром після свого створення. 
Чотири роки потому Hector Rail уклала довгострокове партнерство з голландською логістичною компанією Samskip для здійснення прямих залізничних вантажних перевезень між Скандинавією та рештою Європи. 
У 2009 році компанія Hector Rail запустила своє перше пасажирське сполучення. 
У вересні 2014 року компанія була придбана шведською глобальною інвестиційною організацією EQT Partners, на той момент парк компанії складався з приблизно 50 локомотивів і 10 маневрових машин. 
У 2016 році Hector Rail стратегічно співпрацює з британським оператором вантажних перевезень GB Railfreight (GBRF) після його придбання EQT Partners; через чотири роки він був проданий. 
Наприкінці 2019 року Hector Rail у партнерстві з декількома іншими компаніями запустили залізничне вантажне сполучення Куворден — Несше між Нідерландами та Швецією. У травні 2021 року компанія Hector Rail почала обслуговувати поїзди для FlixTrain у Швеції. 
На початку 2023 року Hector Rail забезпечила тягу для нового міжнародного вантажного сполучення між Швецією та Італією.

## Історія
У 2004 році була заснована компанія Hector Rail. 

На момент заснування більшість акцій компанії належала норвезькій родині Хоег через Höegh Capital Partners. 

12 грудня того ж року компанія Hector Rail запустила свій перший потяг; перші операції були зосереджені на транспортуванні важких вантажів між Швецією та Норвегією. 
До 2007 року компанія експлуатувала приблизно п'ять мільйонів поїздо-км на рік у Швеції та Норвегії.
У січні 2008 року компанія Hector Rail почала працювати в Данії, а також запустила свої перші потяги між Швецією та Німеччиною того ж року. 

Hector Rail уклала довгострокове партнерство з голландською логістичною компанією Samskip для забезпечення прямих залізничних вантажних перевезень між Скандинавією та рештою Європи; частота цих послуг зросла у наступне десятиліття, досягнувши шести рейсів туди й назад на тиждень тільки між Швецією та Німеччиною. 
 
У 2009 році компанія Hector Rail запустила своє перше пасажирське сполучення від імені Veolia. 

У вересні 2014 року компанію придбала шведська глобальна інвестиційна організація EQT Infrastructure II. 
 
На момент придбання компанія Hector Rail мала приблизно 190 співробітників, які працювали у Швеції, Норвегії, Данії та Німеччині, парк складався з приблизно 50 локомотивів і 10 маневрових машин, і зафіксував дохід приблизно 630 мільйонів шведських крон (89,2 мільйона доларів США) за попередній рік. 

Наступні дванадцяти місяців компанія була реорганізована; дочірню компанію Hector Rail GmbH було засновано у 2015 році в рамках її планів щодо розширення діяльності на європейському ринку. 

У 2016 році Hector Rail стала власником британського оператора вантажних перевезень GB Railfreight (GBRF) після його придбання EQT Partners. 

У жовтні 2019 року EQT Partners завершила продаж GB Railfreight компанії Infracapita, припинивши партнерство британської вантажної компанії з Hector Rail. 

У червні 2020 року EQT погодила умови продажу Hector Rail компанії Ancala Partners LLP; на момент угоди це був найбільший приватний оператор залізничних вантажних перевезень у Скандинавії, маючи парк із понад 100 локомотивів. 

У 2016 — 2019 роках компанія Hector Rail керувала Blå Tåget що виконувала перевезкння між Гетеборгом і Стокгольмом (Упсала) від імені Skandinaviska Jernbanor. 

У серпні 2017 року шведська гірничодобувна компанія LKAB підписала новий контракт на перевезення з Hector Rail на п’ятирічний період. 

Наприкінці 2019 року Hector Rail співпрацює з Samskip, Skane Rail і Euroterminal Coevorden для залізничного вантажного сполучення Куворден — Несше між Нідерландами та Швецією. 

Наприкінці 2010-х років компанія Hector Rail досліджувала та вживала різноманітні заходи для підвищення ефективності роботи та підвищення екологічності своїх послуг. 

У травні 2021 року компанія Hector Rail почала обслуговувати поїзди для FlixTrain , коли вони запустили свої послуги у Швеції. 

 
У жовтні 2022 року Hector Rail співпрацював із Samskip для запуску нового інтермодального вантажного сполучення між балтійським портом Росток і містом Дуйсбург. 
 
На початку 2023 року Hector Rail забезпечила локомотивами нове міжнародне вантажне сполучення між Швецією та Італією. 